# Eric Daelman
Eric Daelman (Niel, 21 maart 1961) is een Belgische biljarter die gespecialiseerd is in kunststoten. Zijn voornaamste wapenfeit is dat hij in die spelsoort in 2009 de wereldtitel veroverde.

## Belangrijkste resultaten
Hij werd in Kastamonu (Turkije) op 4 oktober 2009 wereldkampioen kunststoten door in de finale een 2-0 achterstand tegen de Turks thuisspeler Hacı Arap Yaman om te zetten in een 2-3 overwinning. 
Hij was de eerste Belgische wereldkampioen kunststoten na de legendarische Raymond Steylaerts. 
Verder was hij Belgisch kampioen in 2005, 2008 en 2015. 
Hij behaalde in 2007 een bronzen medaille op het Europees kampioenschap kunststoten in Malatya (Turkije). 
Hij werd Europees kampioen door in de finale de regerende wereldkampioen Serdar Gümüş te verslaan met 3-1. 
Daarin verbrak hij ook diverse Europese records; het algemeen gemiddelde werd van 74,71% naar 77,84% gebracht en in de finale speelde hij een nieuw Europees record van 85,84%.

## Palmares
- Europees kampioen 2013 Brandenburg (Duitsland)
- Wereldkampioen 2009 Kastamonu (Turkije)
- 5 maal Belgisch kampioen  2006 / 2008 / 2015 / 2017 / 2018
- 5 maal winnaar superprestige  2008 / 2009 /2011 / 2012 / 2013
- 22 maal winnaar nationaal rankingtornooi
- 4 maal winnaar internationaal tornooi
- 2 maal bronzen medaille Europees kampioenschap 2007 Malatya (T) 2009 Grubbenvorst (N)
- 11 maal zilveren medaille Belgisch Kampioenschap 2004/2005/2007/2009/2010/2011/2013/2014
- 2 maal winnaar Vienna Cup Wenen (Oostenrijk)
- 4 maal  sportman gemeente Niel

1937: August Tiedtke · 
1939: René Vingerhoedt · 
1957: Joaquin Domingo · 
1963: Joaquin Domingo · 
1966: Joaquin Domingo · 
1970: Raymond Steylaerts · 
1972: Léo Corin · 
1973: Léo Corin · 
1974: Ricardo Fernandez · 
1976: Léo Corin · 
1979: Raymond Steylaerts · 
1980: Raymond Steylaerts · 
1983: Léo Corin · 
1984: Raymond Steylaerts · 
1985: Jean Bessems · 
1986: Raymond Steylaerts · 
1987: Raymond Steylaerts · 
1988: Jean Bessems · 
1990: Jean Reverchon · 
1991: Frans Belderbos · 
1992: Jean Reverchon · 
1993: Xavier Fonellosa ·
1995: Xavier Fonellosa · 
1996: Jean Reverchon · 
2002: Roberto Rojas · 
2006: Sander Jonen · 
2008: Hacı Arap Yaman · 
2009: Eric Daelman · 
2011: Sander Jonen · 
2012: Serdar Gümüş